# Denistepe
Denistepe (tradus din limba turcă Dealul Mării) este punctul cel mai înalt al dealurilor Tulcei, cu o altitudine de 270 m. Se află în partea sudică a respectivei unități de relief. Petrografic este alcătuit din roci sedimentare de vârstă mezozoică (gresii jurasice).